# Philipp Krug
Philipp Krug (* 23. August 1864 in Derichsweiler bei Düren; † 26. Februar 1925) war ein deutscher Politiker (Zentrum) und Pädagoge. Er war Abgeordneter des Preußischen Landtages in der Weimarer Republik.

## Leben
Krug besuchte die katholische Volksschule und das Lehrerseminar zu Kornelimünster. Anschließend war er zunächst in Merode (Kreis Düren) und in Düren als Lehrer tätig. Später war er Rektor einer Schule in Düren und wirkte als Kreisschulrat des Kreises Schleiden. Krug war zudem Mitarbeiter pädagogischer Zeitungen und Schriftleiter der Blätter für Volksschulpraxis, der Westdeutschen Lehrerzeitung sowie der Blätter für Rechtsschutz. Zudem fungierte er als Erster Vorsitzender des Katholischen Lehrerverbandes der Provinz Rheinland. 
Im Januar 1919 wurde Krug für den Wahlkreis Köln-Aachen in die verfassungsgebende Preußische Landesversammlung sowie im Februar 1921 und im Dezember 1924 für den Wahlkreis 20 (Köln-Aachen) in den Preußischen Landtag gewählt. Er gehörte dem Landtag bis zu seinem Tode im Februar 1925 an.
Krug war zudem Mitglied des Provinzialausschusses der rheinischen Zentrumspartei und Vorstandsmitglied des Zentrumsvereins Düren. 

## Schriften (Auswahl)
- Heimatkunde des Kreises Düren. Für den Schulgebrauch bearbeitet. Düren 1905.
- Jugendpflege und Mitarbeit der Lehrer. F. Kratz & Co., Cöln 1912.
- Zentrum und Beamte (Zentrumspolitik in Preußen, H. 12). Groß, Berlin 1920.